# Astrid Marie Bjørn Sørensen
Astrid Marie Bjørn Sørensen (født 31. august 2005 i Aarhus) er en cykelrytter fra Danmark, der kører for Team Sydbank Quooker Njord Law.

## Karriere
Hun begyndte i 2013 at dyrke landevejs- og banecykling hos Cykle Klubben Aarhus. Det skete efter at hun var med ude at se når hendes storebror Frederik Bjørn Sørensen kørte løb.
Fra starten af 2020-sæsonen blev hun en del af Team Rytger p/b Cykeltøj-Online.dks nye U17-hold. I august 2020, som 14 årig, vandt Astrid Marie Bjørn Sørensen på Aarhus Cyklebane sølv ved DM i omnium, kun overgået af World Tour-rytteren Julie Leth fra Ceratizit-WNT Pro Cycling.
Som 1. års juniorrytter skiftede Sørensen i 2022 til barndomsklubbens elitehold Team Bache-JS.dk. Her kørte hun én sæson, inden turen året efter gik videre til Holland. Fra starten af 2023 skrev den danske rytter en etårig kontrakt med U19-talentholdet Doltcini-Watersley R+D Road Team med hovedsæde i Sittard.
Hendes første år som seniorrytter skulle køres hos det nystartede danske hold Team Sydbank BACH Advokater.